# Infektionsläkare
Infektionsläkare är en läkare som är specialiserad på infektionsmedicin. En infektionsläkare förväntas ha särskilda kunskaper kring förebyggande, utredning, och behandling av infektionssjukdomar.
I arbetet ingår ett nära samarbete med smittskyddsmyndigheter, vårdhygien och mikrobiologiska laboratorier. Infektionsläkare är vanligen utöver arbete på den egna kliniken verksamma som konsulter för att ge stöd kring handläggning av patienter med komplicerade infektionssjukdomar som vårdas på övriga kliniker.
I Sverige är infektionsmedicin en fristående specialitet för läkare och ST-tjänstgöring kan påbörjas av läkare som erhållit yrkeslegitimation.